# Borociîce, Horohiv
Borociîce (în ucraineană Борочиче) este un sat în comuna Țehiv din raionul Horohiv, regiunea Volînia, Ucraina.

## Demografie
Componența lingvistică a localității Borociîce
     Ucraineană (99,7%)
     Alte limbi (0,29%)
Conform recensământului din 2001, majoritatea populației localității Borociîce era vorbitoare de ucraineană (99,7%), existând în minoritate și vorbitori de alte limbi.